# Wrocławskie Wiadomości Kościelne
Wrocławskie Wiadomości Kościelne – pismo urzędowe Wrocławskiej Kurii Metropolitalnej zawierające działy ogólnokościelne i archidiecezjalne.
Pismo Wiadomości Kościelne zostało utworzone w 1945 roku jako organ Administracji Apostolskiej Dolnego Śląska i ukazywało się do 1952 roku. Od 1957 roku pismo Wrocławskie Wiadomości Kościelne ukazuje się jako pismo urzędowe Wrocławskiej Kurii Metropolitalnej. 
Pismo jest podzielone na działy:
- Stolica Apostolska – dokumenty Papieża
- Konferencja Episkopatu Polski – stanowiska, listy pasterskie i komunikaty
- Metropolita Wrocławski – homilie arcybiskupa
- Kuria Metropolitalna – ogłoszenia, zmiany personalne, odznaczenia, zmarli kapłani, artykuły